# The Witcher
Вещерът (на английски: The Witcher; на полски: Wiedźmin) е компютърна ролева игра за PC, разработена от CD Project RED STUDIO и публикувана от CD Project в Полша и Atari в останалата част на света. Играта е създадена по едноименната поредица от книги на полския автор Анджей Сапковски. Играта използва патентования от BioWare Aurora Engine. Пусната е в продажба за Европа и Северна Америка през октомври 2007. „CD Project“ отделя $11 милиона по разработката на играта и Подобреното ѝ издание като към 6 март 2009 играта е продала над 1.2 милиона копия по света. Конзолна версия с напълно нов енджин и система за битките, озаглавена „The Witcher: Rise of the White Wolf“ „(Вещерът: Възходът на Белия вълк)“ предстои да излезе през есента на 2009, въпреки че все още се подготвя.
Вещерът заема място в средновековен фентъзи свят и следва историята на Гералт, един от малкото останали „вещери“ – пътуващи наемни ловци на чудовища, надарени с неестествени сили. Системата на играта за „морални избори“ като част от сюжета е отбелязана поради времевите последствия и липсата на черно и бяло в етиката.